# Sergio Pola

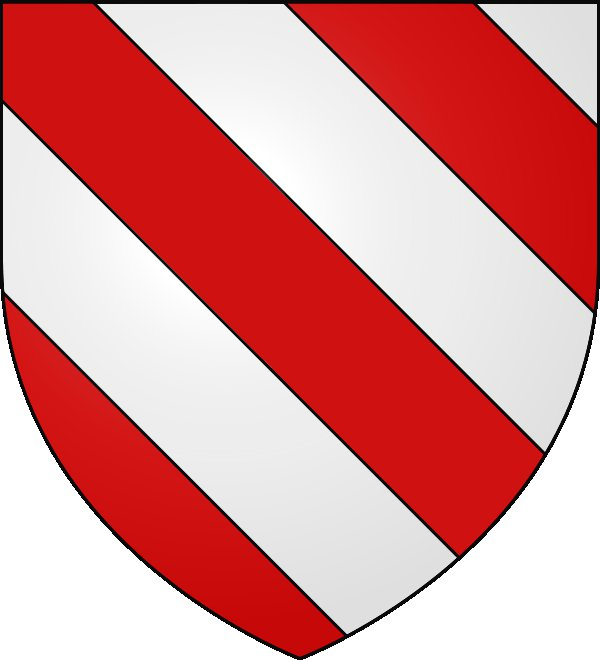
Erb rodu Pola

Sergio Pola (1. listopadu 1674, Treviso – 1748) byl italský římskokatolický kněz, který se v roce 1706 stal titulárním biskupem famagustským.

## Život
Narodil se do významné benátské šlechtické rodiny Polů 1. listopadu 1674 v Trevisu. Po studiích byl 24. května 1698 vysvěcen na kněze a působil nějaký čas jako kanovník v Padově. Poté mu bylo nabídnuto, aby se stal biskupem v Adrii, což odmítl a místo toho se stal 19. července 1706 titulárním biskupem famagustským. Jako biskup připravoval podklady pro blahořečení kardinála Gregoria Barbariga z Padovy, které proběhlo nakonec roku 1761. Sergio zemřel roku 1748.